# Rudolf Ševeček
Rudolf Ševeček (15. září 1938 Chemnitz – 28. května 2012 Praha) byl mezinárodní šachový velmistr, šachový funkcionář, spisovatel a podnikatel. V sedmdesátých letech řídil rubriku korespondenčního šachu v časopise Československý šach, v devadesátých letech byl prezidentem Sdružení korespondenčního šachu v ČR. Reprezentoval na olympiádách, hrával na mistrovství republiky, mistrovství Evropy i mistrovství světa. Je autorem knihy Historie korespondenčního šachu.
V roce 1968 podepsal manifest Dva tisíce slov.

## Dílo
KALENDOVSKÝ, Jan; ŠEVEČEK, Rudolf. Historie korespondenčního šachu 1870-1999. [s.l.]: Koršach, 1999. 302 s.